# Nagaru Tanigawa
Nagaru Tanigawa (谷川 流 Tanigawa Nagaru?, nacido el 19 de diciembre de 1970 en Nishinomiya, Hyogo) es un autor japonés. Estudió en la Universidad de Kwansei Gakuin. Es conocido por la serie de novelas ligeras Suzumiya Haruhi, por las que ganó el Gran Premio en la octava edición de los Premios Sneaker en 2003 y fueron adaptadas a una serie de anime de gran renombre. Tanigawa ha trabajado también en otras series de novelas y manga, notablemente, Kagerō Meikyū, en 2009.

## Trabajos

### Novelas ligeras
Serie "Suzumiya Haruhi"
Estado: En hiatus
1. [2003.06.06] Suzumiya Haruhi no Yūutsu (涼宮ハルヒの憂鬱 La Melancolía de Haruhi Suzumiya?) — ISBN 4-04-429201-9
2. [2003.09.30] Suzumiya Haruhi no Tameiki (涼宮ハルヒの溜息 Los Suspiros de Haruhi Suzumiya?) — ISBN 4-04-429202-7
3. [2003.12.27] Suzumiya Haruhi no Taikutsu (涼宮ハルヒの退屈 El Aburrimiento de Haruhi Suzumiya?) — ISBN 4-04-429203-5
4. [2004.07.31] Suzumiya Haruhi no Shoshitsu (涼宮ハルヒの消失 La Desaparición de Haruhi Suzumiya?) — ISBN 4-04-429204-3
5. [2004.10.01] Suzumiya Haruhi no Bōsō (涼宮ハルヒの暴走 El Descontrol de Haruhi Suzumiya?) — ISBN 4-04-429205-1
6. [2005.03.21] Suzumiya Haruhi no Dōyō (涼宮ハルヒの動揺 Las Inquietudes de Haruhi Suzumiya?) — ISBN 4-04-429206-X
7. [2005.08.31] Suzumiya Haruhi no Inbō (涼宮ハルヒの陰謀 Las Conspiraciones de Haruhi Suzumiya?) — ISBN 4-04-429207-8
8. [2006.05.01] Suzumiya Haruhi no Fungai (涼宮ハルヒの憤慨 La Indignación de Haruhi Suzumiya?) — ISBN 4-04-429208-6
9. [2007.04.01] Suzumiya Haruhi no Bunretsu (涼宮ハルヒの分裂 La Disociación de Haruhi Suzumiya?) — ISBN 978-4-04-429209-6
10. [2011.05.25] Suzumiya Haruhi no Kyogaku (Zen) (涼宮ハルヒの驚愕 (前) La Sorpresa de Haruhi Suzumiya (Primera Parte)?) — ISBN 978-4-04-429211-9 (edición regular), ISBN 978-4-04-429210-2 (edición limitada)
11. [2011.05.25] Suzumiya Haruhi no Kyogaku (Go) (涼宮ハルヒの驚愕 (後) La Sorpresa de Haruhi Suzumiya (Última Parte)?) — ISBN 978-4-04-429212-6 (edición regular), ISBN 978-4-04-429210-2 (edición limitada)

"Dengeki Aegis 5"
Estado: Completado
1. [2004.11.01] Dengeki!! Aegis 5 (電撃!! イージス5?) — ISBN 4-8402-2852-3
2. [2005.10.01] Dengeki!! Aegis 5 Act.II (電撃!! イージス5 Act.II?) — ISBN 4-8402-3173-7

"Tojirareta Sekai" (閉じられた世界 El Universo Cerrado?)
Estado: En hiatus
1. [2005.04.25] Zetsubōkei Tojirareta Sekai (絶望系 閉じられた世界 El Universo Cerrado - Desesperación?) — ISBN 4-8402-3021-8

"Boku no Sekai o Mamoru Hito" (閉じられた世界 El Guardián de mi Mundo?)
Estado: Completado
1. [2005.11.25] Boku no Sekai o Mamoru Hito (僕のセカイをまもるヒト?) — ISBN 4-8402-3206-7
2. [2006.06.25] Boku no Sekai o Mamoru Hito 2 (僕のセカイをまもるヒト 2?) — ISBN 4-8402-3444-2
3. [2006.11.25] Boku no Sekai o Mamoru Hito ex (僕のセカイをまもるヒト ex?) — ISBN 4-8402-3615-1

### Manga
"Kagerō Meikyū" (閉じられた世界 Laberinto de la Amnesia?)
Estado: En proceso
1. Amnesia Labyrinth 1 (蜻蛉迷宮 1 Kagerō Meikyū 1?) — ISBN 4-0486-8067-6
2. Amnesia Labyrinth 2 (蜻蛉迷宮 2 Kagerō Meikyū 2?) — ISBN 4-0486-8301-2

### Colaboraciones
"Bokusatsu Tenshi Dokuro-chan"
- Bokusatsu Tenshi Dokuro-chan Desu (撲殺天使ドクロちゃんです?) — ISBN 4-8402-3443-4

### Otros
- CD Drama de "Suzumiya Haruhi no Yūutsu": Sound Around - Historia
- Anime "Suzumiya Haruhi no Yūutsu" - Guion del episodio 9, "Un Día Bajo la Lluvia"
- Anime "Suzumiya Haruhi no Yūutsu 2009" - Guion del episodio 20, "Los Suspiros de Haruhi Suzumiya I"
- Película "Suzumiya Haruhi no Shōshitsu" - Letra del tema de cierre Yasashii Bōkyaku
- OVA "Black★Rock Shooter" - Guion (En colaboración con Shinobu Yoshioka)